# Armenia (Quindío)
Armenia is een gemeente in en de hoofdstad van het departement Quindío in Colombia. De gemeente heeft ruim 300.000 inwoners die op een oppervlakte van ongeveer 121 km² wonen. Armenia ligt tussen de drie grote steden van Colombia: Bogota, Medellín en Cali; 290 kilometer ten westen van de hoofdstad Bogota.
Armenia is gesticht in 1889 door Jose Maria Ocampo en andere kolonisten die waren aangekomen vanuit Antioquia in het westen. De stad is genoemd naar een plantage die zich daar bevonden heeft. Armenia werd ook "Ciudad Milagro" (mirakelstad) genoemd, vanwege haar snelle stedelijke groei en ontwikkeling.
De lokale economie van Armenia, een van de steden van de Eje Cafetero, draait op de productie van koffie en bananen. Er zijn nog veel traditionele plantages in de omgeving en velen bieden logies met ontbijt aan en "ecotoerisme"-producten. De stad heeft een moderne luchthaven met dagelijkse verbindingen met Bogota, Cali en Medellín. Dagelijks landen er internationale vluchten die van New York onderweg zijn naar het nabijgelegen Pereira.
Op 25 januari 1999 werd de stad opgeschrikt door een aardbeving met een kracht van 6,2 op de schaal van Richter die enorme schade aanrichtte in het centrum van de stad en duizenden levens eiste. Internationale hulpverlening heeft sindsdien geholpen met het herbouwen en uitbreiden van de stad. Door de nieuwe overheidsgebouwen en snelwegen is Armenia een van Colombia's modernste steden geworden.
Armenia heeft meerdere universiteiten. De voornaamste zijn de Universidad de Gran Colombia en de Universidad de Quindío.
De stad is de zetel van het rooms-katholieke bisdom Armenia.

## Sport
Onder lokale sportevenementen bevinden zich nationale en internationale voetbaltoernooien, stierenvechten, golf, zwemmen en wielrennen. De bergachtige omgeving van de stad heeft ervoor gezorgd dat de stad een aantal van de beste klimmers onder de wielrenners heeft voortgebracht die internationaal meedoen aan evenementen als de Tour de France.

## Geboren
- Carlos Lehder Rivas (1949), oprichter drugskartel
- Rubén Darío Hernández (1965), voetballer
- Jorge Bermúdez (1971), voetballer

## Galerij

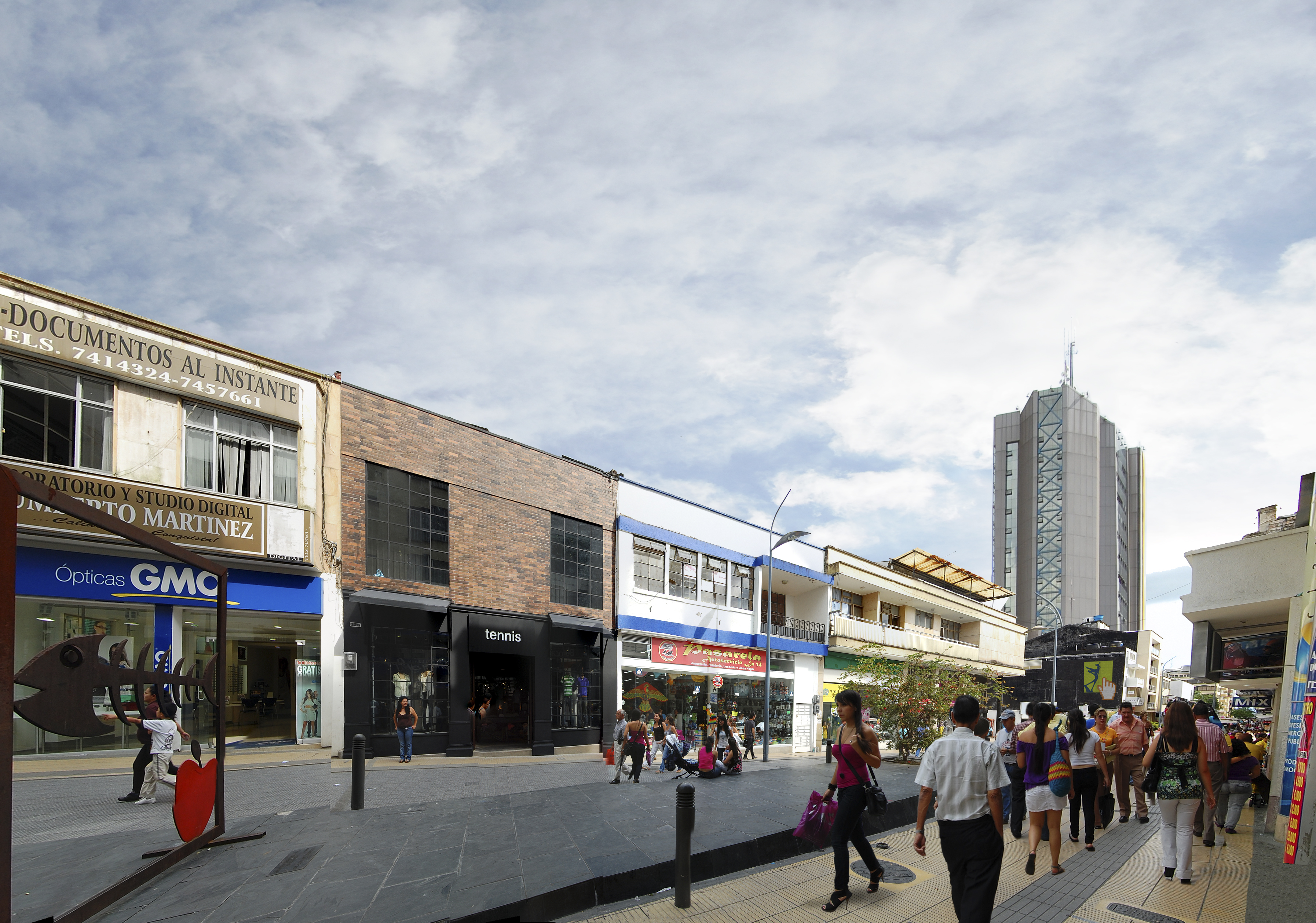
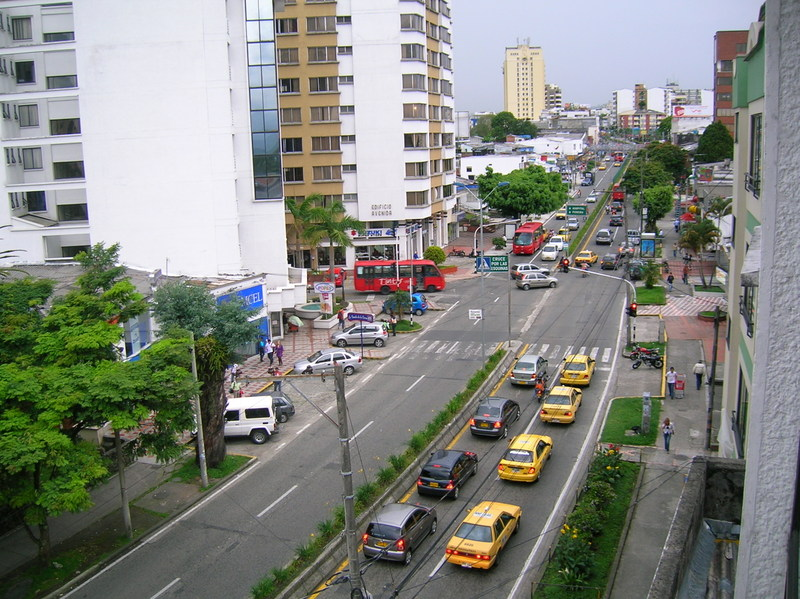
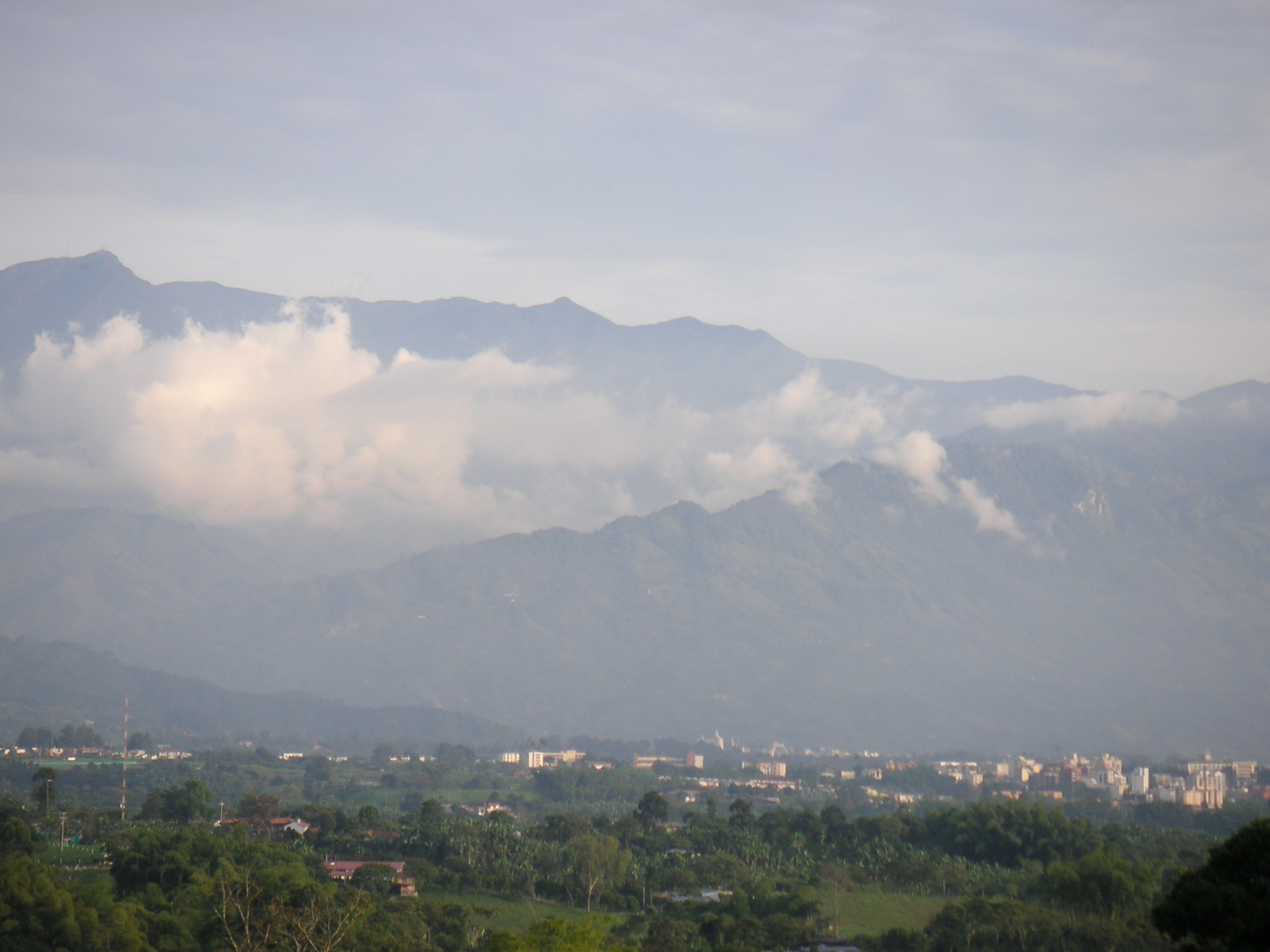

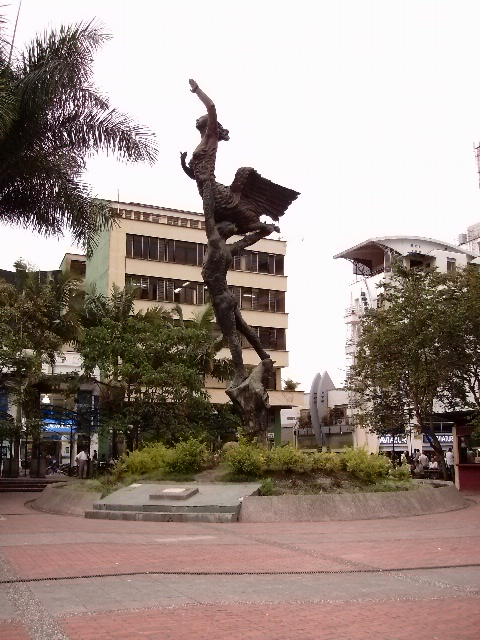
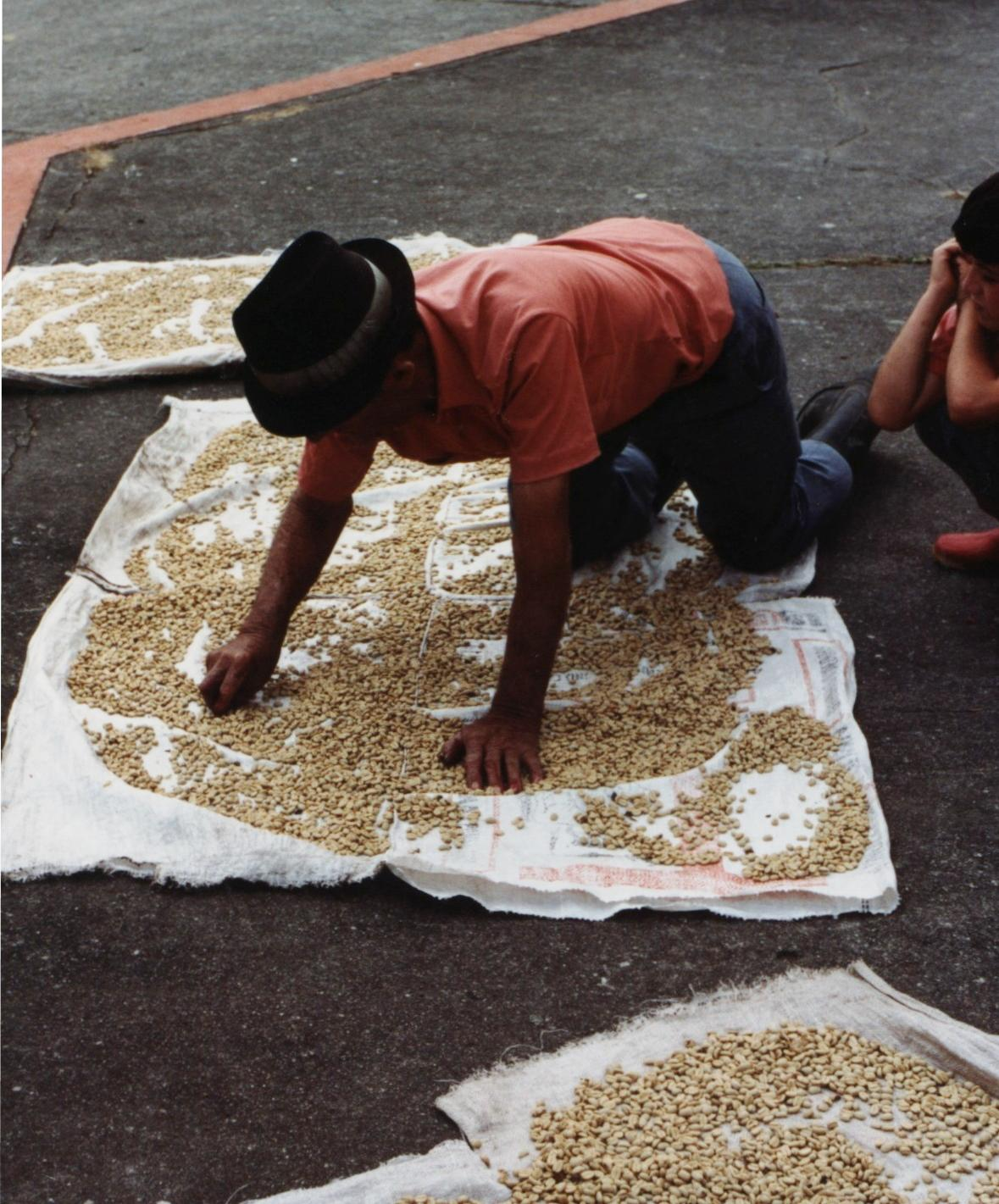